# Adventureland (Айова)
Adventureland (читается Эдвэ́нчалэнд) — парк развлечений в Алтуне (к северо-востоку от Де-Мойна), штат Айова, США, которым владеет семья. На его территории находится более 100 аттракционов, площадок для шоу и т. д.

## История
Парк аттракционов Adventureland открылся в конце 1974 года несмотря на обилие торнадо в этом районе.
Основатель парка Джэк Кранц (англ. Jack Krantz) умер в январе 2006 года.